# 愛国社 (1875年-1880年)
愛国社（あいこくしゃ）は、板垣退助が設立した明治時代の自由民権運動前期の政治結社。

## 概要
明治8年（1875年）2月22日、大阪会議に参加した板垣退助が、参議復帰と同時進行で結成した全国組織の政治結社。立志社との違いは、立志社が高知を基盤とした地方結社であるのに対し、愛国社は各地方の自由民権結社を統合する組織として構想されたもので、民撰議院設立建白書を提出した当時の愛国公党の理念を引き継ぎ成就させるため、その後継団体として旧愛国公党の同志らに再結集を呼びかけ、大阪で設立された。
愛国社の設立に参加したのは、西日本の士族層や、板垣など高知県の立志社員が中心であったが、運営本部の置かれた東京本社には、旧彰義隊の出身者らもおり「大政の由って出る所と天下の形成事情とを察し、一般人民の利益を謀る等のことを協議討論し、および何事によらず各社に報知することを努むべし」とする規約に基づき、愛国社に加盟する各地方の政社は、毎月委員を東京に派遣させた。これにより、中央と地方の情報共有を密にした。

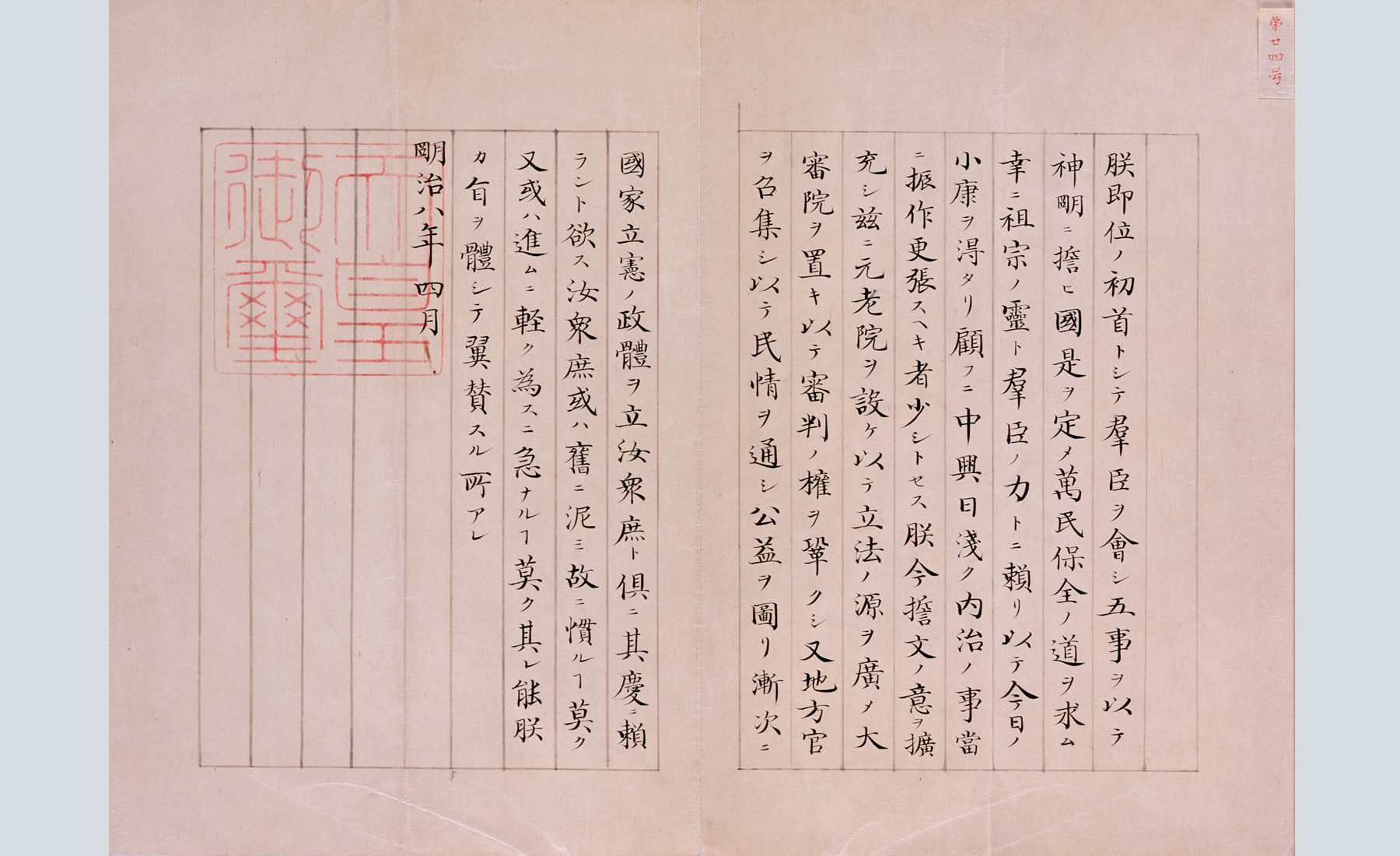
立憲政体の詔書（国立公文書館所蔵）

明治8年（1875年）3月、参議に復帰した板垣退助は、政府の内部から国会開設の請願活動を行い、4月14日、明治天皇が「立憲政体樹立の詔」を渙発あらせられるなど、一定の成果を得た。
同年8月23日に開かれた愛国社集会では、のちに大久保利通を暗殺することになる島田一郎が、加賀代表として参加している。（紀尾井坂の変の主犯）。
明治10年（1877年）西郷隆盛による西南戦争が起きると、西郷軍に関与、参加した者が多く現れたため、活動を自粛した。
明治11年（1878年）4月に立志社が中心となり、愛国社の再建（再興）を決定。9月に石川、愛知、和歌山、愛媛、香川、高知、岡山、鳥取、福岡、佐賀、大分、熊本各県から13社の代表が大阪に集まり愛国社再興会議を開催した。
翌明治12年（1879年）3月27日-4月2日、大阪で第2回大会が開催され、18県21社の代表が参加した。
11月7日から13日まで大阪で開催された第3回大会では、国会開設実現を目標とする全国規模の請願運動を組織することを決定し、こうして愛国社は全国的な国会開設運動の中心となっていった。
こうして、国会開設を目標とする全国運動は、同時にそれまで士族中心だった運動が、新たに豪農豪商を出身とする者らも加わった運動に転換していった。これに伴い愛国社についても、立志社中心の運営に対する批判が高まり、ついには、明治13年（1880年）3月15日から4月9日までの第4回大会（2府22県代表参加）において、愛国社とは別組織として3月17日に発足した国会期成同盟に受け継がれた。